# ÉTDR
Az ÉTDR az  Építésügyi hatósági engedélyezési eljárásokat Támogató elektronikus Dokumentációs Rendszer rövidítése. A magyar e-közigazgatás azon szolgáltatása, mely az építésügyi hatósági engedélyezési eljárásokban lehetővé teszi az elektronikus tervbeadást és az elektronikus ügykezelést. Fejlesztője és fenntartója a Lechner Tudásközpont.

## Története
2013. január 2-án indult.  A rendszer 2017.  június 23-ával megújult.